# Korlat (Benkovac)
Korlat falu Horvátországban Zára megyében. Közigazgatásilag Benkovachoz tartozik.

## Fekvése
Zárától légvonalban 26, közúton 34 km-re keletre, községközpontjától 8 km-re északnyugatra, Dalmácia északi részén, Ravni kotari és Bukovica határán fekszik.

## Története
Korlat a középkorban még Karlović néven a Korlatović család birtoka volt, akiknek váruk állt a településen. 1409-ben Dalmácia eladásakor Korlat a Magyar Királyság része maradt. A várat 1505-ben említi először írásos forrás. A török 1514-ben felégette, majd 1527-ben el is foglalta a települést. A várat 1536-ban foglalta el és rombolta le a török. Korlaton 1636-ban 120 katolikus élt. 1651-ben a közelében kerített be Ilija Smiljanić uszkók vezér katonáival egy ötezer fős török sereget és teljesen megsemmisítette. Ekkoriban változott meg a település neve Karlovićról Korlatra. Mandevia nini püspök 1710-es egyházlátogatásakor két templomot említ a településen, melyek Szent Jere (Jeromos), illetve a Praskvić településrészen Szűz Mária tiszteletére voltak szentelve. A korlati Szent Jere templomot 1710. április 30-án látogatta meg és a látottak alapján ősréginek ítélte. Építését a 12–13. századra tette, a leírás szerint boltozott, egyhajós épület volt, keleti részén félköríves apszissal. A nyugati homlokzaton volt a kapuzat felette lunettával. A faluban akkor hét katolikus család élt. A Szűz Mária templom látogatása július 1-jén történt. Ezt a katolikus hívek felújították. Kápolnája boltozott volt és a templomban a püspök egy óhorvát misekönyvet is talált. A templom körül régi temető volt számos sírral és akkor is folyamatosan temetkeztek ide. A településnek 1857-ben 371, 1910-ben 576 lakosa volt. Az első világháború után előbb a Szerb-Horvát-Szlovén Királyság, majd Jugoszlávia része lett. A második világháború idején 1941-ben a szomszédos településekkel együtt Olaszország fennhatósága alá került. Az 1943. szeptemberi olasz kapituláció után visszatért Horvátországhoz, majd újra Jugoszlávia része lett. 1991-ben lakosságának 43 százaléka szerb, 55 százaléka horvát nemzetiségű volt. 1991 szeptemberében szerb lakói csatlakoztak a Krajinai Szerb Köztársasághoz és a település szerb igazgatás alá került. 1995 augusztusában a Vihar hadművelet során foglalta vissza a horvát hadsereg. Szerb lakói elmenekültek. 2011-ben 353 lakosa volt, akik főként mezőgazdasággal és állattartással foglalkoztak.

## Lakosság
| Lakosság változása | Lakosság változása | Lakosság változása | Lakosság változása | Lakosság változása | Lakosság változása | Lakosság változása | Lakosság változása | Lakosság változása | Lakosság változása | Lakosság változása | Lakosság változása | Lakosság változása | Lakosság változása | Lakosság változása | Lakosság változása |
| ------------------ | ------------------ | ------------------ | ------------------ | ------------------ | ------------------ | ------------------ | ------------------ | ------------------ | ------------------ | ------------------ | ------------------ | ------------------ | ------------------ | ------------------ | ------------------ |
| 1857               | 1869               | 1880               | 1890               | 1900               | 1910               | 1921               | 1931               | 1948               | 1953               | 1961               | 1971               | 1981               | 1991               | 2001               | 2011               |
| 371                | 432                | 473                | 463                | 500                | 576                | 580                | 683                | 931                | 1.019              | 1.118              | 1.142              | 1.070              | 941                | 373                | 353                |

## Nevezetességei
- A korlati Szent Jeromos templomot[5] a délszláv háború idején a szerbek földig rombolták.[2] Maradványai a Benkovac felől jövő útról jobbra, a mezőre kanyarodva egy ciprusfacsoportnál láthatók. A templomot a 12–13. században építették román stílusban félköríves apszissal. Közvetlenül a Ninből Kninbe menő fontos középkori út a „Via Magna” mellett állt.
- A Szűz Mária templom romja[6] az út déli oldalán levő szembetűnő magaslaton áll. A keresztnél levő útelágazásnál balra kell fordulni és ötszáz méter megtétele után a temető előtt állt a szerény, de nevezetes épület. Nagyszerű kilátás nyílik innen a környező tájra, a tágas síkságból kiemelkedő néhány magaslatra, elsősorban a nyugatra látható Nadin várának tekintélyes romjaira. A templom egyhajós épület volt félköríves apszissal és egyedülálló homlokzattal, melyről e vidéken szokatlan módon hiányzott a harangtorony. Az északi falban és az apszis falában feltűnnek a szabályosra faragott kváderkövek és még áll a hajót az apszistól elválasztó ív is. A templomnak a főbejáraton kívül délről is volt bejárata, amely a felette elhelyezett glagolita feliratos tábláról volt nevezetes. A felirat szerint a templomot egy bizonyos Marko nevű pap építette híveivel 1751-ben. Ez tulajdonképpen a barokk stílusú újjáépítés ideje volt, hiszen a török uralom után ez a templom is romosan állt. A délszláv háború idején 1991. szeptember 18-án a szerb erők a Szent Jeromos templomhoz hasonlóan ezt a templomot is lerombolták.[2] Csupasz falai maradtak, de újjáépítése folyamatban van. A templom előtt a közelben a Sveta Nedeljica nevű helyen állt az eredeti 11. századi Szűz Mária templom, melyet a török még a 15. század végén rombolt le. Maradványait Ejnar Dyggve tárta fel és vázlatos rajzot készített róla. Napjainkban a zárai múzeum munkatársa Radomir Jurić vezeti a feltárását.
- A falu új plébániatemplomát 2007-ben építették, Ivan Prenđa zárai érsek szentelte fel. Négyszög alaprajzú modern épület. Harangtornyában három harang található. A plébániaházat 1998-ban építették.[2]
- Korlat középkori vára az 1520-ban készített velencei térképen látható, a török hódítás idején 1536-ban rombolták le. Nyoma sem maradt.